# 영화천

## 개요
수원시 장안구 송죽동 만석거에서 시작하여 장안구 정자동에서 서호천과 합류하는 수원시의 하천이다. 총 4개의 교량 아래로 흐르고 지하구간이 존재한다. 지하 구간에서는 약하게 악취가 나는 편이다 총 길이는 약 1.4km이다. 만석거 기점 기준 우측에만 산책 및 자전거전용도로가 조성되어 있다. 서호천과 합류 시에 한마루교 밑 다리 위에서 만나니 주의 (서호천 산책로에 통행하는 사람이 많다. 볼록거울이 있으니 반드시 확인하며 통행할 것)

## 구조물
| 이름               | 종류     | 소재지        | 비고                          |
| ------------------ | -------- | ------------- | ----------------------------- |
| 만석거             | 기점     | 장안구 송죽동 |                               |
| 만석공원사거리     | 지하통과 | 장안구 송죽동 |                               |
| 무명 (無名) 돌다리 | 돌다리   | 장안구 정자동 |                               |
| 연꽃교             | 교량     | 장안구 정자동 | 경사로 위에서 연꽃육교와 직결 |
| 무명 (無名) 돌다리 | 돌다리   | 장안구 정자동 |                               |
|                    | 교량     | 장안구 정자동 | 경사로                        |
| 무명 (無名) 돌다리 | 돌다리   | 장안구 정자동 |                               |
| 백설교             | 교량     | 장안구 정자동 | 경사로                        |
| 무명 (無名) 돌다리 | 돌다리   | 장안구 정자동 |                               |
| 한마루교           | 교량     | 장안구 정자동 | 경사로, 서호천과 합류         |